# In Color
In Color (And In Black And White) (A color [y en blanco y negro] en Español), conocido simplemente como In Color, es el segundo álbum de la banda de rock estadounidense Cheap Trick. El álbum fue remasterizado y reeditado en 1998 por la filial de Sony Epic/Legacy, incluyendo cinco temas adicionales.
La portada y contraportada guardan relación con el título del disco. En la primera aparecen, en color, el cantante Robin Zander y el bajista Tom Petersson montados en dos motocicletas. La segunda es una imagen invertida, en blanco y negro, del guitarrista Rick Nielsen y el batería Bun E. Carlos subidos precariamente en dos ciclomotores.
El productor del álbum fue Tom Werman, que intervino también en algunos temas añadiendo un piano de taberna; el ingeniero de sonido, Anthony Reale; y George Marino se encargó de la edición de la cinta máster.
En 2003, la revista Rolling Stone lo incluyó en la lista de "Los 500 mejores álbumes de todos los tiempos" (nº448).

## Descripción general
In Color, a diferencia del anterior álbum del grupo, buscó un sonido más suave y pop mediante una producción más acabada, en busca del éxito comercial. Aunque los miembros del grupo se quejaron de la pérdida de garra del disco por culpa de Tom Werman en su intento de limar las aristas del sonido, In Color muestra el lado más melódico que se había sacrificado parcialmente en el álbum de debut, Cheap Trick.
El disco elevó al grupo a la categoría de superestrellas en Japón, donde «I Want You to Want Me» y «Clock Strikes Ten» fueron sencillos de éxito, con el segundo llegando al n.º 1 en las listas de ventas.

## Lista de canciones
El LP original de 1977 consta de diez canciones, con una duración total de 32 minutos. La práctica totalidad del material fue compuesto por Rick Nielsen, salvo un par de temas escritos al alimón con Tom Petersson.

### Cara  uno
1. «Hello There» (Nielsen); 1:41
2. «Big Eyes» (Nielsen); 3:10
3. «Downed» (Nielsen); 4:12
4. «I Want You to Want Me» (Nielsen); 3:11
5. «You're All Talk» (Nielsen, Petersson); 3:36

### Cara dos
1. «Oh Caroline» (Nielsen); 2:59
2. «Clock Strikes Ten» (Nielsen); 2:59
3. «Southern Girls» (Nielsen, Petersson) ; 3:44
4. «Come On, Come On» (Nielsen); 2:41
5. «So Good to See You» (Nielsen); 3:37

### Temas adicionales (reedición de 1998)
Junto a dos maquetas previas («Southern Girls» y «Come On, Come On») y dos versiones en directo («You're All Talk» y «Goodnight» —versión de «Hello There» que se usaba para cerrar los conciertos—) de canciones del LP de 1977, la reedición incluye un instrumental del tema «Oh Boy», que fuera cara B del sencillo «I Want You to Want Me».
1. «Oh Boy» (instrumental); 3:09
2. «Southern Girls» (maqueta); 3:03
3. «Come On, Come On» (maqueta); 2:04
4. «You're All Talk» (en directo); 3:41
5. «Goodnight» (en directo); 2:19

### Descartes
1. «Please Mrs. Henry» (instrumental, versión del tema de Bob Dylan)

## Sencillos
- 1977: «I Want You To Want Me/Oh Boy»
- 1977: «Southern Girls/You're All Talk»
- 1977: «Clock Strikes Ten/So Good To See You» (en Japón)
- 1978: «So Good To See You/You're All Talk»